# Federazione di rugby a 15 della Romania
Federaţiă Română de Rugby (FRR) è l'organismo di governo del rugby a 15 in Romania.
Istituita nel 1931, fu nel 1934 tra i membri fondatori della Federazione Internazionale Amatori di Rugby (FIRA), oggi Rugby Europe.
Sotto la sua giurisdizione operano le nazionali maschile e femminile a XV nonché quelle analoghe a VII.
La FFR è presieduta dall'ex rugbista Alin Petrache, entrato in carica l'8 febbraio 2017 e riconfermato nel 2021.

## Storia
Il rugby giunse in Romania prima della Grande Guerra grazie all'opera di diffusione di alcuni studenti che avevano appreso il gioco durante la frequenza universitaria in Francia e che, tornati in patria, fondarono diversi club a Bucarest.
Il primo campionato nacque nel 1914 e la nazionale esordì nel 1919 a Colombes contro gli Stati Uniti.
Fu solo nel 1931 che nacque la federazione, che già nel 1934, insieme a Francia, Italia, Germania e altre, fondò la F.I.R.A., organismo alternativo all'anglosassone International Rugby Football Board.
La nazionale romena partecipò fin dall'inizio al nuovo torneo istituito dalla F.I.R.A., che negli anni attraversò diverse modificazioni fino a divenire anche di diritto, e non solo de facto, il campionato europeo di rugby, del quale la Romania è l'unica formazione a non avere mai mancato una singola partecipazione.
Nel 1938 la FRR fu anche organizzatrice della terza edizione di tale competizione, un triangolare che vide la Francia vincere sulla Germania e la stessa Romania.
Nel secondo dopoguerra,  con la trasformazione del Paese in una repubblica socialista nella sfera d'influenza sovietica, la promozione sportiva passò in carico allo Stato e anche il rugby ricevette grande sostegno dalle autorità, fino a ricevere un riconoscimento indiretto del suo valore dai dirigenti gallesi dello Swansea, recatisi a Bucarest per giocare contro il Griviţa Locomotiva, campione romeno 1955; la Romania fu invitata a disputare alcuni incontri nel Regno Unito contro lo stesso Swansea, Cardiff RFC, Bristol e Harlequins e, successivamente, ricambiò l'ospitalità accogliendo le citate Cardiff e Harlequin a Bucarest e battendole entrambe, oltre a vincere a Mosca contro il Llanelli in trasferta in URSS.
La Romania, nel periodo d'influenza sovietico, vinse cinque edizioni del campionato europeo e la federazione fu tra le invitate alla prima edizione della Coppa del Mondo, che si tenne nel 1987 in Australia e Nuova Zelanda; da allora, eccezion fatta che per il 2019, la squadra non ha mai mancato un'edizione di tale competizione.
Dopo la caduta del regime socialista nel Paese a seguito della rivoluzione del dicembre 1989, il movimento perse larga parte del sostegno di cui godeva, in quanto i giocatori, specie gli internazionali, erano quasi tutti militari delle forze armate o agenti di polizia e il nuovo assetto politico non contemplava il finanziamento statale dei club sportivi; durante la rivolta che sancì la fine del regime, inoltre, durante una sparatoria a un posto di blocco fu ucciso il trentaquattrenne terza linea della nazionale Florică Murariu, che fuori dall'attività sportiva era un ufficiale dell'esercito romeno.
Nel nuovo millennio, dopo la ristrutturazione del campionato europeo e l'uscita definitiva da tale torneo di Francia e Italia, la Romania se l'è aggiudicato altre cinque volte al 2021, superata solo dalla Georgia, con la quale disputa dal 2002 la Coppa Antim, trofeo messo annualmente in palio tra le due squadre e intitolato ad Antimo d'Iberia, vescovo ortodosso georgiano che fu patriarca di Bucarest.
Le due citate formazioni sono quelle che si disputano anche la leadership continentale al di fuori del Sei Nazioni, essendosi aggiudicate tutte le edizioni del campionato europeo dal 2000 tranne quella del 2002-04 quando a vincere fu il Portogallo.
Con le stesse modalità di disputa di quelle della Coppa Antim, inoltre, dal 2021 la Romania maschile contende annualmente alla Russia la Coppa Kiselëv, istituita in omaggio a Pavel Dmitrievič Kiselëv, governatore zarista delle province danubiane cui favorì l'adozione delle prime costituzioni nazionali.
Nel 2007 la federazione mise in campo anche la nazionale femminile, che esordì nel campionato europeo di quell'anno.
La FRR ha organizzato, dal 2007 al 2016, dieci edizioni consecutive della Nations Cup, torneo internazionale di World Rugby per squadre emergenti, vincendolo quattro volte.
Il presidente della federazione è, dall'8 febbraio 2017, l'ex giocatore Alin Petrache, in seguito divenuto parlamentare socialdemocratico alla camera dei deputati; in precedenza aveva ricoperto lo stesso incarico dal 2009 al 2014.
Le elezioni federali del 27 febbraio 2021 lo hanno riconfermato alla guida della FFR.